# Šereg Ilova
Šereg Ilova (cyr. Шерег Илова) – wieś w Bośni i Hercegowinie, w Republice Serbskiej, w gminie Prnjavor. W 2013 roku liczyła 306 mieszkańców.